# Circonscription autonomique du Guipuscoa
Ne doit pas être confondu avec Circonscription électorale du Guipuscoa.
La circonscription électorale du Guipuscoa est l'une des trois circonscriptions électorales de la Communauté autonome du Pays basque pour les élections autonomiques au Parlement basque.
Elle correspond géographiquement à la province du Guipuscoa.

## Synthèse
|                     |       | 1980 | 1984 | 1986 | 1990 | 1994 | 1998 | 2001 | 2005 | 2009 | 2012 | 2016 | 2020 | 2024 |  |
| ------------------- | ----- | ---- | ---- | ---- | ---- | ---- | ---- | ---- | ---- | ---- | ---- | ---- | ---- | ---- |  |
| UCD                 |       | 1    |      |      |      |      |      |      |      |      |      |      |      |      |  |
| AP & alliés         |       |      | 1    |      |      |      |      |      |      |      |      |      |      |      |  |
| PNV                 |       | 9    | 11   | 4    | 6    | 6    | 6    | 12   | 10   | 10   | 9    | 9    | 10   | 9    |  |
| PSE-EE              |       | 3    | 6    | 6    | 5    | 4    | 4    | 4    | 5    | 8    | 5    | 3    | 3    | 4    |  |
| PP                  |       |      |      |      | 1    | 3    | 4    | 4    | 3    | 3    | 2    | 2    |      | 1    |  |
| Herri Batasuna      |       | 4    | 5    | 6    | 6    | 6    |      |      |      |      |      |      |      |      |  |
| Euskadiko Ezkerra   |       | 3    | 2    | 3    | 2    |      |      |      |      |      |      |      |      |      |  |
| Eusko Alkartasuna   |       |      |      | 6    | 5    | 4    | 4    |      |      | 1    |      |      |      |      |  |
| EH                  |       |      |      |      |      |      | 7    | 4    |      |      |      |      |      |      |  |
| IU                  |       |      |      |      |      | 2    |      | 1    |      |      |      |      |      |      |  |
| Aralar              |       |      |      |      |      |      |      |      | 1    | 2    |      |      |      |      |  |
| EH Bildu            |       |      |      |      |      |      |      |      |      |      | 9    | 8    | 9    | 11   |  |
| Ezker Batua-Berdeak |       |      |      |      |      |      |      |      | 1    | 1    |      |      |      |      |  |
| EHAK                |       |      |      |      |      |      |      |      | 5    |      |      |      |      |      |  |
| Podemos             |       |      |      |      |      |      |      |      |      |      |      | 3    | 2    |      |  |
| PP+Cs               |       |      |      |      |      |      |      |      |      |      |      |      | 1    |      |  |
|                     |       |      |      |      |      |      |      |      |      |      |      |      |      |      |  |
| Total               | Total | 20   | 25   | 25   | 25   | 25   | 25   | 25   | 25   | 25   | 25   | 25   | 25   | 25   |  |

## Résultats détaillés

### 1980
| Parti    | Parti | Députés élus |
| -------- | ----- | --- |
| PNV      |       | Carlos Garaikoetxea, Joseba Andoni Leizaola Azpiazu, Cruz Ansola Larrañaga, Carlos Blasco de Imaz, Miren Begoña Amunarriz Olano, José Antonio Zaldúa Abriza, Cástor Gárate Muñoz, Ibon de Navascués Ugarte, Sabina Ana Bereciartua Arriarán |
| HB       |       | Miguel Castells Artetxe, Jokin Gorostidi Artola, Iñaki Esnaola Etxeberri, José Ignacio Picabea Burunza |
| PSE-PSOE |       | Txiki Benegas, Ramón Jáuregui, José Antonio Maturana Plaza |
| EE       |       | Juan María Bandrés Molet, Martín Auzmendi Aierbe, Francisco Javier Olaberri Zazpe |
| UCD      |       | Jaime Mayor Oreja |

- Juan María Bandrés (EE) ne siège pas et est remplacé dès l'ouverture de la législature par José Luis Lizundia Askondo.
- Jaime Mayor Oreja (UCD) est remplacé en novembre 1980 par Gonzalo Urbistondo Ruiz de Galareta.
- Txiki Benegas (PSE-PSOE) est remplacé en décembre 1982 par Enrique Casas Vila.
- Iñaki Esnaola (HB) est remplacé en décembre 1982 par Itziar Aizpurua Egaña.
- Ramón Jáuregui (PSE-PSOE) est remplacé en janvier 1983 par Jesús María Eguiguren Imaz.
- José Antonio Zaldúa (PNV) est remplacé en décembre 1983 par Eduardo Jiménez Torres.

### 1984
| Parti     | Parti | Députés élus |
| --------- | ----- | --- |
| PNV       |       | Carlos Garaikoetxea, Jesús María Alkain Martikorena, Joseba Andoni Leizaola Azpiazu, Cruz Ansola Larrañaga, Federico Zabala Alzibar, José Manuel Martiarena Lizarazu, Inaxio Oliveri Albisu, Miren Begoña Amunarriz Olano, José Miguel Olano Alzua, José Ramón Guridi Urrejola, Sabina Ana Bereciartua Arriarán |
| PSE-PSOE  |       | José Antonio Maturana Plaza, Javier Gómez Piñeiro, Jesús María Eguiguren Imaz, José Fernández Lara, Odón Elorza, Manuel Huertas Vicente |
| HB        |       | Itziar Aizpurua Egaña, Iñigo Iruin Sanz, Jokin Gorostidi Artola, José Luis Elkoro Unamuno, Rafa Díez Usabiaga |
| EE        |       | Francisco Javier Olaverri Zazpe, Javier Gurrutxaga Aizpeolea |
| AP-PDP-UL |       | Jaime Mayor Oreja |

- José Olano (PNV) est remplacé en juin 1984 par Miren Agurne Irusta Estala.
- Federico Zabala (PNV) est remplacé en janvier 1985 par José Antonio Ardanza.
- Inaxio Oliveri (PNV) est remplacé en juillet 1986 par Ricardo Etxepare Zugasti.

### 1986
| Parti    | Parti | Députés élus |
| -------- | ----- | --- |
| EA       |       | Carlos Garaikoetxea, Imanol Murua Arregi, Gotzon Olarte Lasa, Carlos Blasco de Imaz, Juan Porres Azkona, Juan Ramón Guridi Urrejola                |
| HB       |       | Iñaki Esnaola Etxeberri, Jokin Gorostidi Artola, Iñigo Iruin Sanz, Itziar Aizpurua Egaña, Álvaro Reizabal Arruabarrena, Juan Carlos Yoldi Múgica   |
| PSE-PSOE |       | José Antonio Maturana Plaza, Javier Gómez Piñeiro, Jesús María Eguiguren Imaz, Manuel Huertas Vicente, José María Gurruchaga Zapirain, Odón Elorza |
| PNV      |       | José Antonio Ardanza, Joseba Arregi Aranburu, Ramón María Labayen Sansinenea, Joseba Andoni Leizaola Azpiazu                                       |
| EE       |       | Juan María Bandrés Molet, Martín Auzmendi Aierbe, Coro Garmendia Galbete                                                                           |

- Itziar Aizpurua (HB) ne siège pas et est remplacée dès l'ouverture de la législature par Rafa Díez Usabiaga.
- Iñaki Esnaola (HB) ne siège pas et est remplacée dès l'ouverture de la législature par Juan Mari Olano Olano.
- Juan María Bandrés (EE) ne siège pas et est remplacé dès l'ouverture de la législature par Xabier Gurrutxaga Aizpeolea.
- Joseba Arregi (PNV) est remplacé en avril 1987 par Luis María Bandrés Unanue.
- Manuel Huertas (PSE-PSOE) est remplacé en avril 1987 par José Fernández Lara.
- Carlos Garaikoetxea (EA) est remplacé en juillet 1987 par Miren Agurne Irusta Estala.
  - Miren Irusta (EA) est remplacée en septembre 1989 par Jesús María Akizu Ormazabal.
  - José Fernández (PSE-PSOE) est remplacé en septembre 1987 par Antxon Aso Martínez.
- Javier Gómez (PSE-PSOE) est remplacé en septembre 1989 par Guillermo Echenique González.
- Juan Carlos Yoldi (HB) est remplacé en juillet 1988 par José Luis Elkoro Unamuno.
- Gotzon Olarte (EA) est remplacé en juillet 1989 par Ana Bereciartua Arriaran.
- Coro Garmendia (EE) est remplacé en novembre 1989 par Máximo Goikoetxea Ferreiro.
- José María Gurruchaga (PSE-PSOE) est remplacé en janvier 1990 par José Miguel Martín Herrera.

### 1990
| Parti    | Parti | Députés élus |
| -------- | ----- | --- |
| HB       |       | Iñaki Esnaola Etxeberri, Iñigo Iruin Sanz, Rafa Díez Usabiaga, Maitane Intxaurraga Uribarri, Jokin Gorostidi Artola, José María Elosua Sánchez                    |
| PNV      |       | Joseba Arregi Aranburu, Joseba Andoni Leizaola Azpiazu, Esther Larrañaga Agirre, Joseba Egibar Artola, Luis María Bandrés Unanue, José Manuel Martiarena Lizarazu |
| PSE-PSOE |       | Jesús María Eguiguren Imaz, José Antonio Maturana Plaza, José Ramón Recalde Díez, Odón Elorza, Manuel Huertas Vicente                                             |
| EA       |       | Carlos Garaikoetxea, Juan Porres Azkona, Esther Larrañaga Galdos, Mikel Olaciregui Martínez de Ilarduya, Federico Abaigar Marticorena                             |
| EE       |       | Xabier Gurrutxaga Aizpeolea, Koro Agote Ugartemendia |
| PP       |       | Gregorio Ordóñez Fenollar |

- Esther Larrañaga (EA) est remplacée en février 1991 par Marina Bidasoro Arocena.
- Mikel Olaciregui (EA) est remplacé en mars 1991 par Inaxio Oliveri Albisu.
- Joseba Arregi (PNV) est remplacé en mars 1991 par Juan María Juaristi Lizarralde.
- José Manuel Martiarena (PNV) est remplacé en mars 1991 par Itziar Alba Orbegozo.
- Iñaki Esnaola (HB) est remplacé en avril 1991 par Joxe Agustin Arrieta Ugartetxea.
- José Ramón Recalde (PSE-PSOE) est remplacé en octobre 1991 par Ignacio María Latierro Corta.
- Odón Elorza (PSE-PSOE) est remplacé en novembre 1991 par Iñaki Arriola López.
  - Iñaki Arriola (PSE-PSOE) est remplacé en septembre 1993 par Maite  Pagazaurtundua.
- Juan Porres (EA) est remplacé en mars 1993 par Joaquín Villa Martínez.
- Koro Agote (EE) est remplacée en mai 1994 par Máximo Goikoetxea Ferreiro.

### 1994
| Parti       | Parti | Députés élus |
| ----------- | ----- | --- |
| HB          |       | Xabier Zubizarreta Lasagabaster, Joxe Mari Olarra Agiriano, Itziar Aizpurua Egaña, Iñigo Iruin Sanz, Begoña Arrondo Iruin, Mikel Zubimendi Berastegi        |
| PNV         |       | Joseba Egibar Artola, Joseba Andoni Leizaola Azpiazu, Esther Larrañaga Agirre, Joseba Arregi Aranburu, Juan María Juaristi Lizarralde, Itziar Alba Orbegozo |
| EA          |       | Carlos Garaikoetxea, Inaxio Oliveri Albisu, Rafael Larraina Valderrama, Nekane Alzelai Uliondo                                                              |
| PSE-EE-PSOE |       | Mario Onaindia Nachiondo, Jesús María Eguiguren Imaz, José Antonio Maturana Plaza, Maite Pagazaurtundua                                                     |
| PP          |       | Gregorio Ordóñez Fenollar, Jesús María Arteaga Izaguirre, Eugenio David Damboriena Osa                                                                      |
| EB-B        |       | José Luis Ainsua Díez-Peña, Juan Manuel Domínguez López |

- Mario Onaindia (PSE-EE-PSOE) ne siège pas et est remplacé dès l'ouverture de la législature par Manuel Huertas Vicente.
- Gregorio Ordóñez (PP) est remplacé en février 1995 par María Eugenia García Rico.
- José Antonio Maturana (PSE-EE-PSOE) est remplacé en juin 1995 par Ignacio María Latierro Corta.
- Esther Larrañaga (PNV) est remplacée en septembre 1995 par Rafael Uribarren Axpe.
- Begoña Arrondo (HB) est remplacée en septembre 1995 par Arnaldo Otegi.
- Inaxio Oliveri (EA) est remplacé en juin 1996 par Isabel Gallástegui Madinabeitia.
- Jesús María Arteaga (PP) est remplacé en janvier 1997 par María Eugenia Quevedo Otaegui.
- Joxe Mari Olarra (HB) est remplacé en janvier 1998 par Aurkene Astibia Legorburu.
- Itziar Aizpurua (HB) est remplacée en janvier 1998 par José María Elosua Sánchez.

### 1998
| Parti       | Parti | Députés élus |
| ----------- | ----- | --- |
| EH          |       | Arnaldo Otegi, Aurkene Astibia Legorburu, Rafa Díez Usabiaga, José Antonio Etxeberria Arbelaiz, Iñigo Iruin Sanz, Jon Salaberria Sansinenea, José María Elosua Sánchez |
| PNV         |       | Joseba Egibar Artola, Joseba Arregi Aranburu, Gema González de Txabarri Miranda, Juan María Juaristi Lizarralde, Nuria López de Guereñu Ansola, Rafael Uribarren Axpe  |
| PP          |       | Ricardo Carmelo Hueso Abancens, María José Usandizaga Rodríguez, María Eugenia García Rico, Arantza Quiroga                                                            |
| PSE-EE-PSOE |       | Manuel Huertas Vicente, Jesús María Eguiguren Imaz, Gemma Zabaleta Areta, José Antonio Maturana Plaza                                                                  |
| EA          |       | Carlos Garaikoetxea, Inaxio Oliveri Albisu, Yon Goikoetxea Labaka, Nekane Alzelai Uliondo                                                                              |

- Inaxio Oliveri (EA) est remplacé en janvier 1999 par Iñaki Galdos Irazabal.
- María José Usandizaga (PP) est remplacée en janvier 2000 par Juan Carlos Araniguría Rodrigo.

### 2001
| Parti       | Parti | Députés élus |
| ----------- | ----- | --- |
| PNV         |       | Joseba Egibar Artola, Gorka Knörr Borràs, Idoia Zenarrutzabeitia Beldarrain, Josu Jon Imaz San Miguel, Nekane Altzelai Uliondo, Juan María Juaristi Lizarralde, Onintza Lasa Arteaga, Gema González de Txabarri Miranda, Martín Aranburu Karrera, Rafael Uribarren Axpe, Bakartxo Tejeria, Edurne Egaña Manterola |
| PP          |       | María San Gil, María José Usandizaga Rodríguez, María Eugenia García Rico, Ricardo Carmelo Hueso Abancens |
| PSE-EE-PSOE |       | Manuel Huertas Vicente, Jesús María Eguiguren Imaz, Gemma Zabaleta Areta, María Blanca Roncal Azanza |
| EH          |       | Arnaldo Otegi, Araitz Zubimendi Izaga, Joseba Álvarez Forcada, Aiora Epelde Agirre |
| EB-B        |       | Antton Karrera Agirrebarrena |

- Aiora Epelde (EH) ne siège pas et est remplacée dès l'ouverture de la législature par Jon Salaberria Sansinenea.
- Josu Imaz (PNV) est remplacé en septembre 2001 par Jokin Bildarratz.
- Idoia Zenarrutzabeitia (PNV) est remplacée en octobre 2001 par Eider Mendoza Larrañaga.
  - Jokin Bildarratz (PNV) est remplacé en décembre 2001 par Luke Uribe-Etxebarria Apalategi.
- María San Gil (PP) est remplacée en décembre 2001 par Arantza Quiroga.
- Edurne Egaña (PNV) est remplacée en novembre 2002 par Olatz Imaz Navarro.
  - Olatz Imaz (PNV) est remplacée en juillet 2003 par Mirari Arruabarrena Elizalde.
- Eugenia García (PP) est remplacée en octobre 2003 par Francisco de Borja Sémper Pascual.
- Araitz Zubimendi (EH) est remplacée en janvier 2004 par Joseba Permach Martín.
- Manuel Huertas (PSE-EE-PSOE) est remplacé en mars 2004 par Coral Rodríguez Fouz.

### 2005
| Parti       | Parti | Députés élus |
| ----------- | ----- | --- |
| PNV         |       | Joseba Egibar Artola, Unai Ziarreta Bilbao, Bakartxo Tejeria, Rafael Uribarren Axpe, Onintza Lasa Arteaga, Gema González de Txabarri Miranda, Juan Porres Azkona, Eneko Goya Laso, Nekane Altzelai Uliondo, Eider Mendoza Larrañaga |
| PSE-EE-PSOE |       | Miguel Ángel Buen Lacambra, Jesús María Eguiguren Imaz, María Blanca Roncal Azanza, Gemma Zabaleta Areta, Coral Rodríguez Fouz |
| EHAK        |       | Miren Nekane Erauskin Otegi, Aiora Mitxelena Aristondo, Aitor Sayans Ruiz, Ane Auzmendi Munduate, Ander Irazusta Aramendi |
| PP          |       | María San Gil, Arantza Quiroga, Francisco de Borja Sémper Pascual |
| EB-B        |       | Antton Karrera Agirrebarrena |
| Aralar      |       | Aintzane Ezenarro Egurbide |

- Aitor Sayans (EHAK) ne siège pas et est remplacé dès l'ouverture de la législature par Itziar Basterrika Unanue.
- Ander Irazusta (EHAK) ne siège pas et est remplacé dès l'ouverture de la législature par Julian Martínez Ona.
- Rafael Uribarren (PNV) est remplacé en juillet 2005 par Luke Uribe-Etxebarria Apalategi.
- Eneko Goya (PNV) est remplacé en juillet 2007 par Maribel Vaquero Montero.
- Coral Rodríguez (PSE-EE-PSOE) est remplacée en septembre 2007 par Miren Gallástegui Oyarzábal.
- Miguel Ángel Buen (PSE-EE-PSOE) est remplacé en mars 2008 par Cristina Laborda Albolea.
- María San Gil (PP) est remplacée en septembre 2008 par Manuel Michelena Iguaran.

### 2009
| Parti       | Parti | Députés élus |
| ----------- | ----- | --- |
| PNV         |       | Joseba Egibar Artola, Bakartxo Tejeria, Eugenia Arrizabalaga Olaizola, Luke Uribe-Etxebarria Apalategi, Eider Mendoza Larrañaga, José Luis Garitano Muñoa, Maribel Vaquero Montero, Alex Etxeberria Aranburu, Ane Urkiola Alustiza, Garbiñe Mendizabal Mendizabal |
| PSE-EE-PSOE |       | Iñaki Arriola López, Jesús María Eguiguren Imaz, María Blanca Roncal Azanza, Gemma Zabaleta Areta, Miren Gallástegui Oyarzábal, Bixen Itxaso González, Cristina Laborda Albolea, Susana Corcuera Leunda                                                           |
| PP          |       | Arantza Quiroga, Francisco de Borja Sémper Pascual, Ramón Gómez Ugalde |
| Aralar      |       | Aintzane Ezenarro Egurbide, Oxel Erostarbe Tubilla |
| EA          |       | Jesús Mari Larrazabal Antia |
| EB          |       | Mikel Arana Echezarreta |

- Iñaki Arriola (PSE-EE-PSOE) est remplacé en mai 2009 par Francisco García Raya.
- Gemma Zabaleta (PSE-EE-PSOE) est remplacée en mai 2009 par Benjamín Atutxa Iza.
- Jesús Larrazabal (EA) est remplacé en juillet 2010 par Juanjo Agirrezabala Mantxola.
- Eider Mendoza (PNV) est remplacé en juillet 2011 par Kerman Orbegozo Uribe.
- Ramón Gómez (PP) est remplacé en septembre 2011 par Manuel Michelena Iguaran.
- Aintzane Ezenarro (Aralar) est remplacée en août 2012 par Maribel Castelló Goienetxea.
- Oxel Erostarbe (Aralar) est remplacé en août 2012 par Ernesto Merino Amiama.

### 2012
| Parti       | Parti | Députés élus |
| ----------- | ----- | --- |
| EH Bildu    |       | Xabier Isasi Balanzategui, Pello Urizar Karetxe, Marian Beitialarrangoitia, Rebeka Ubera Aranzeta, Lur Etxeberria Iradi, Juanjo Agirrezabala Mantxola, Iñaki Lazarobaster Badiola, Unai Urruzuno Urresti, Diana Carolina Urrea Herrera |
| PNV         |       | Joseba Egibar Artola, Bakartxo Tejeria, Eugenia Arrizabalaga Olaizola, Alex Etxeberria Aranburu, Maribel Vaquero Montero, Kerman Orbegozo Uribe, Ane Urkiola Alustiza, Garbiñe Mendizabal Mendizabal, Luke Uribe-Etxebarria Apalategi  |
| PSE-EE-PSOE |       | Iñaki Arriola López, Susana Corcuera Leunda, María Blanca Roncal Azanza, Miren Gallástegui Oyarzábal, Bixen Itxaso González |
| PP          |       | Arantza Quiroga, Francisco de Borja Sémper Pascual |

- Ane Urkiola (PNV) est remplacée en janvier 2013 par Félix Urkola Iriarte.
- Iñaki Arriola (PSE-EE-PSOE) est remplacé en mars 2013 par Jesús María Zaballos de Llanos.
- Jesús Zaballos (PSE-EE-PSOE) est remplacé en septembre 2015 par Patxi Elola Azpeitia.
- Alex Etxeberria (PNV) est remplacé en novembre 2013 par Iñaki Aguirre Arizmendi.
- Maribel Vaquero (PNV) est remplacée en juillet 2015 par Eva Juez Garmendia.
- Arantza Quiroga (PP) est remplacée en octobre 2015 par Manuel Michelena Iguaran.
- Marian Beitialarrangoitia (EH Bildu) est remplacée en janvier 2016 par Maider Otamendi Tolosa.

### 2016
| Parti       | Parti | Députés élus |
| ----------- | ----- | --- |
| PNV         |       | Joseba Egibar Artola, Bakartxo Tejeria, Arantza Tapia Otaegi, Kerman Orbegozo Uribe, Irune Berasaluze Lazkano, Iñaki Aguirre Arizmendi, Garbiñe Mendizabal Mendizabal, Luke Uribe-Etxebarria Apalategi, Aitor Urrutia Oianguren |
| EH Bildu    |       | Maddalen Iriarte Okiñena, Pello Urizar Karetxe, Rebeka Ubera Aranzeta, Unai Urruzuno Urresti, Larraitz Ugarte Zubizarreta, Nerea Kortajarena Ibañez, Maider Otamendi Tolosa, Oihana Etxebarrieta Legrand                        |
| PSE-EE-PSOE |       | Susana Corcuera Leunda, Eneko Andueza Lorenzo, Rafaela Romero Pozo |
| EP          |       | Pilar Zabala, Julen Bollain Urbieta, Jon Hernández Hidalgo |
| PP          |       | Francisco de Borja Sémper Pascual, Juana de Bengoechea Estrade |

- Arantxa Tapia (PNV) est remplacée en décembre 2016 par Maialen Gurrutxaga Uranga.
- Rafaela Romero (PSE-EE-PSOE) est remplacée en juillet 2019 par Miren Gallástegui Oyarzábal.
- Garbiñe Mendizabal (PNV) est remplacée en janvier 2018 par Eva Juez Garmendia.
- Luke Uribe (PNV) est remplacé en juin 2019 par Carmen Solorzano Sánchez.
- Pello Urizar (EH Bildu) est remplacée en septembre 2019 par Ander Rodríguez Lejarza.
- Borja Sémper (PP) est remplacé en février 2020 par Asunción Guerra Alonso.

### 2020
| Parti       | Parti | Députés élus |
| ----------- | ----- | --- |
| PNV         |       | Bakartxo Tejeria, María Eugenia Arrizabalaga Olaizola, Joseba Egibar Artola, Arantza Tapia Otaegi, Irune Berasaluze Lazkano, Kerman Orbegozo Uribe, Iñaki Aguirre Arizmendi, Maialen Gurrutxaga Uranga, Aitor Urrutia Oianguren, Eva Juez Garmendia |
| EH Bildu    |       | Maddalen Iriarte Okiñena, Nerea Kortajarena Ibañez, Arkaitz Rodríguez Torres, Lore Martínez Axpe, Ander Rodríguez Lejarza, Ibai Iriarte San Vicente, Oihana Etxebarrieta Legrand, Eraitz Saez de Egilaz Ramos, Rebeka Ubera Aranzeta                |
| PSE-EE-PSOE |       | Eneko Andueza Lorenzo, Susana Corcuera Leunda, Iñaki Arriola López |
| EP          |       | David Soto Rodríguez, Jon Hernández Hidalgo |
| PP+Cs       |       | Muriel Larrea Laso |

- Iñaki Arriola (PSE-EE-PSOE) est remplacé le 16 septembre 2020 par Miren Gallástegui Oyarzábal.
- Arantxa Tapia (PNV) est remplacée le 22 septembre 2020 par Aitor Aldasoro Iturbe.
  - Aitor Aldasoro (PNV) est remplacé le 15 juillet 2021 par Elena Lete García.
- Ander Rodríguez (EH Bildu) est remplacé le 26 avril 2021 par Garikoitz Mujika Iriondo.
- Kerman Orbegozo (PNV) est remplacé le 1er février 2022 par Garikoitz Mendizabal Etxeberria.
- Maddalen Iriarte (EH Bildu) est remplacée le 28 juin 2023 par Roke Akizu Aizpiri.
- Irune Berasaluze (PNV) est remplacée le 4 juillet 2023 par Markel Aranburu Bartau.
- Maialen Gurrutxaga (PNV) est remplacée le 10 juillet 2023 par Olatz Peon Ormazabal.

### 2024
| Parti       | Parti | Députés élus |
| ----------- | ----- | --- |
| EH Bildu    |       | Nerea Kortajarena Ibañez, Arkaitz Rodríguez Torres, Itziar Murua Uria, Ander Goikoetxea Arana, Lore Martínez Axpe, Josu Aztiria Urtaran, Rebeka Ubera Aranzeta, Ayem Oskoz Urrutikoetxea, Garikoitz Mujika Iriondo, Eraitz Saez de Egilaz Ramos, Xabier Luque Astigarraga |
| PNV         |       | Bakartxo Tejeria, Markel Olano Arrese, María Eugenia Arrizabalaga Olaizola, Olatz Peon Ormazabal, Markel Aranburu Bartau, Xabier Barandiaran Irastorza, Elena Lete García, Aitor Urrutia Oianguren, Garikoitz Mendizabal Etxeberria                                       |
| PSE-EE-PSOE |       | Denis Itxaso González, Susana Corcuera Leunda, Miren Gallástegui Oyarzábal, Miguel Ángel Páez Escamendi |
| PP          |       | Muriel Larrea Laso |